# Vuelta a Andalucía
La Vuelta a Andalucía-Ruta Ciclista del Sol è una corsa a tappe maschile di ciclismo su strada che si svolge nella omonima regione del sud della Spagna nel mese di febbraio. Dal 2005 fa parte circuito UCI Europe Tour, classe 2.1.

## Storia
Creata nel 1925 per volere del segretario della Unión Velocipédica Española, Miguel Artemán. Dopo la prima edizione non fu più disputata per i successivi 30 anni fino al 1955 quando tornò ad essere organizzata dall'Agrupación Ciclista Malagueña. Nel 1978 non venne disputata e dal 1979 al 1986 si chiamò Ruta Ciclista del Sol. Nel 1987 tornò a chiamarsi con il suo nome originario e nel 1993 passò al nome attuale, Vuelta a Andalucía-Ruta del Sol.
Il corridore ad essersi aggiudicato più edizioni della gara è lo spagnolo Alejandro Valverde, che si è imposto per cinque volte: nel 2012, 2013, 2014, 2016 e 2017.

## Albo d'oro
Aggiornato all'edizione 2025.
| Anno                                       | Vincitore                | Secondo                | Terzo                    |
| Vuelta a Andalucía                         | Vuelta a Andalucía       | Vuelta a Andalucía     | Vuelta a Andalucía       |
| ------------------------------------------ | ------------------------ | ---------------------- | ------------------------ |
| 1925                                       | Ricardo Montero          | Victorino Otero        | Telmo García             |
| 1926-54                                    | non disputato            | non disputato          | non disputato            |
| 1955                                       | José Gómez del Moral     | Salvador Botella       | Francisco Alomar         |
| 1956                                       | Miguel Bover             | José Gómez del Moral   | Antonio Barrutia         |
| 1957                                       | Hortencio Vidaurreta     | Gabriel Mas            | Jesús Galdeano           |
| 1958                                       | Gabriel Company          | Gabriel Mas            | José Gómez del Moral     |
| 1959                                       | Miguel Pacheco           | Joaquín Barcelo        | Antonio Jiménez Parreja  |
| 1960                                       | Gabriel Mas              | José Gómez del Moral   | Santiago Montilla        |
| 1961                                       | Angelino Soler           | José Gómez del Moral   | Gabriel Mas              |
| 1962                                       | José Antonio Momeñe      | Antonio Barrutia       | Gabriel Mas              |
| 1963                                       | Antonio Barrutia         | Antonio Carreras       | Alcino Rodrigues         |
| 1964                                       | Rudi Altig               | Michel Stolker         | Bas Maliepaard           |
| 1965                                       | José Segú                | Jesús Isasi            | Antonio Tous             |
| 1966                                       | Jesús Aranzábal          | Dieter Puschel         | José María Errandonea    |
| 1967                                       | Ramón Mendiburu          | Gabino Erenozaga       | José Antonio Momeñe      |
| 1968                                       | Antoon Houbrechts        | Francisco Juan Granell | Luis Ocaña               |
| 1969                                       | Antonio Gómez del Moral  | Jorge Marine           | José Manuel Lasa         |
| 1970                                       | José Gómez Lucas         | José Antonio González  | Harm Ottenbros           |
| 1971                                       | Jean-Pierre Monseré      | Jos van der Vleuten    | Roger De Vlaeminck       |
| 1972                                       | Jan Krekels              | Gérard Vianen          | José Antonio González    |
| 1973                                       | Georges Pintens          | José Antonio González  | Rik Van Linden           |
| 1974                                       | Freddy Maertens          | José Luis Viejo        | José Antonio González    |
| 1975                                       | Freddy Maertens          | Luis Ocaña             | Dietrich Thurau          |
| 1976                                       | Gerrie Knetemann         | Hennie Kuiper          | Gerben Karstens          |
| 1977                                       | Dietrich Thurau          | Hennie Kuiper          | Domingo Perurena         |
| 1978                                       | non disputato            | non disputato          | non disputato            |
| Ruta Ciclista del Sol                      |                          |                        |                          |
| 1979                                       | Dietrich Thurau          | Daniel Willems         | Vicente Belda            |
| 1980                                       | Daniel Willems           | Bernt Johansson        | Eulalio García           |
| 1981                                       | Jos Schipper             | Ronald De Witte        | Martin Havik             |
| 1982                                       | Marc Sergeant            | Ángel Arroyo           | Alberto Fernández        |
| 1983                                       | Eduardo Chozas           | Antonio Coll           | Jo Maas                  |
| 1984                                       | Julián Gorospe           | Jaime Vilamajó         | Jesús Blanco Villar      |
| 1985                                       | Rolf Gölz                | Miguel Indurain        | Jesús Blanco Villar      |
| 1986                                       | Steven Rooks             | Peter Hilse            | Iñaki Gastón             |
| Vuelta a Andalucía                         |                          |                        |                          |
| 1987                                       | Rolf Gölz                | Jesús Blanco Villar    | Julián Gorospe           |
| 1988                                       | Edwig Van Hooydonck      | Jesús Blanco Villar    | Maarten Ducrot           |
| 1989                                       | Fabio Bordonali          | Luc Roosen             | Peter Hilse              |
| 1990                                       | Eduardo Chozas           | Miguel Ángel Martínez  | Pascal Lance             |
| 1991                                       | Roberto Lezaun           | Jesper Skibby          | Adrie van der Poel       |
| 1992                                       | Miguel Ángel Martínez    | Jesús Montoya          | Herminio Díaz Zabala     |
| Vuelta a Andalucía "Ruta Ciclista Del Sol" |                          |                        |                          |
| 1993                                       | Julián Gorospe           | Edwig Van Hooydonck    | Neil Stephens            |
| 1994                                       | Stefano Della Santa      | Luc Roosen             | Francisco Cabello        |
| 1995                                       | Stefano Della Santa      | Francisco Cabello      | Mariano Rojas            |
| 1996                                       | Neil Stephens            | Oleksandr Hončenkov    | Peter Farazijn           |
| 1997                                       | Erik Zabel               | Johan Museeuw          | David Etxebarria         |
| 1998                                       | Marcelino García         | Laurent Jalabert       | David Etxebarria         |
| 1999                                       | Javier Pascual Rodríguez | Santiago Botero        | Santiago Blanco          |
| 2000                                       | Miguel Ángel Peña        | Francisco Cabello      | Aitor Garmendia          |
| 2001                                       | Erik Dekker              | Marc Wauters           | Aleksandr Šefer          |
| 2002                                       | Antonio Colom            | Axel Merckx            | Javier Pascual Rodríguez |
| 2003                                       | Javier Pascual Llorente  | Davide Rebellin        | Alejandro Valverde       |
| 2004                                       | Juan Carlos Domínguez    | Carlos García Quesada  | Samuel Sánchez           |
| 2005                                       | Francisco Cabello        | Daniel Moreno          | José Luis Martínez       |
| 2006                                       | Carlos García Quesada    | Rodrigo García Rena    | Adolfo García Quesada    |
| 2007                                       | Óscar Freire             | Dario David Cioni      | Tadej Valjavec           |
| 2008                                       | Pablo Lastras            | Clément Lhotellerie    | Cadel Evans              |
| 2009                                       | Joost Posthuma           | Xavier Tondó           | Davide Rebellin          |
| 2010                                       | Michael Rogers           | Jurgen Van Den Broeck  | Sergio Pardilla          |
| 2011                                       | Markel Irizar            | Jurgen Van Den Broeck  | Levi Leipheimer          |
| 2012                                       | Alejandro Valverde       | Rein Taaramäe          | Jérôme Coppel            |
| 2013                                       | Alejandro Valverde       | Jurgen Van Den Broeck  | Bauke Mollema            |
| 2014                                       | Alejandro Valverde       | Richie Porte           | Luis León Sánchez        |
| 2015                                       | Chris Froome             | Alberto Contador       | Beñat Intxausti          |
| 2016                                       | Alejandro Valverde       | Tejay van Garderen     | Bauke Mollema            |
| 2017                                       | Alejandro Valverde       | Alberto Contador       | Thibaut Pinot            |
| 2018                                       | Tim Wellens              | Wout Poels             | Marc Soler               |
| 2019                                       | Jakob Fuglsang           | Ion Izagirre           | Steven Kruijswijk        |
| 2020                                       | Jakob Fuglsang           | Jack Haig              | Mikel Landa              |
| 2021                                       | Miguel Ángel López       | Antwan Tolhoek         | Julen Amezqueta          |
| 2022                                       | Wout Poels               | Cristián Rodríguez     | Miguel Ángel López       |
| 2023                                       | Tadej Pogačar            | Mikel Landa            | Santiago Buitrago        |
| 2024                                       | Vittoria non assegnata   | Vittoria non assegnata | Vittoria non assegnata   |
| 2025                                       | Pavel Sivakov            | Thomas Pidcock         | Clément Berthet          |